# Katharine Schlesinger
Pour les articles homonymes, voir Schlesinger.
Katharine Schlesinger, parfois mentionnée au générique sous le nom de Katherine Schlesinger, est une actrice britannique. 
Elle a interprété le rôle de Catherine Morland dans le film de 1986 tiré du roman de Jane Austen, Northanger Abbey.

## Filmographie sélective

### Télévision
- 1989 : Doctor Who : Épisode « Ghost Light » : Gwendoline

## Théâtre
Elle a également derrière elle une carrière théâtrale en province, qu'elle a résumé en 1990 comme suit : 
- Romeo and Juliet au Sheffield Crucible ;
- Agnes of God, Stags and Hens, et Fair Stood the Wind for France, au Theatre Royal Northampton ;
- The Marvellous Land of Oz au Leeds Playhouse ;
- The Little Heroine, de Nell Dunn, au Nuffield, de Southampton.